# Josep-Enric Peris i Vidal
Josep-Enric Peris i Vidal (Cabassers, 24 de setembre de 1944) és un músic i compositor català, que destaca per haver compost més de 300 obres (45 sardanes), entre les quals la Sancti Sepulcri Missa per a la consagració de la basílica de Calataiud i una peça per a la Santa Messa di Savoia.

## Dades biogràfiques
Va néixer a Cabassers, el Priorat, i quan tenia 9 anys ja tocava l'harmònica i als 14 l'harmònium a les celebracions litúrgiques de l'església parroquial. Ha compaginat la música amb la seva feina com a empleat de banca. El 1986 va estrenar la seva primera obra a Falset, un cant a Sant Gregori. Va ser director de les corals de Falset, Porrera, l'Espiga de les Corts (Barcelona). Les primeres notes les va aprendre del seu pare. i posteriorment estudià piano, harmonia, composició i cant gregorià al seminari de Tortosa, amb Vicente Gacría Julbe i Jaume Sirisi i Escoda. També fou deixeble, a Barcelona, de Joan Pich Santasusana, i a Tarragona d'Agustí Charles. Estudià direcció coral amb Manuel Cabero, Frieder Bernius i Eric Ericson, i de direcció d'orquestra amb Navarro Lara.
Actualment és director de l'orquestra Els Amics de la Catedral de Tarragona, organista de la Seu Metropolitana i Primada de Tarragona i membre del Secretaria de Múscia Sacra de l'Arquebisbat de Tarragona. Ha estrenat les seves obres a diversos llocs de Catalunya, del País Valencià i les Illes Balears, i també a Corfú (Grècia), Civitavecchia (Itàlia), Gibraltar (Regne Unit) i Jerusalem (Israel).

## Composicions destacades

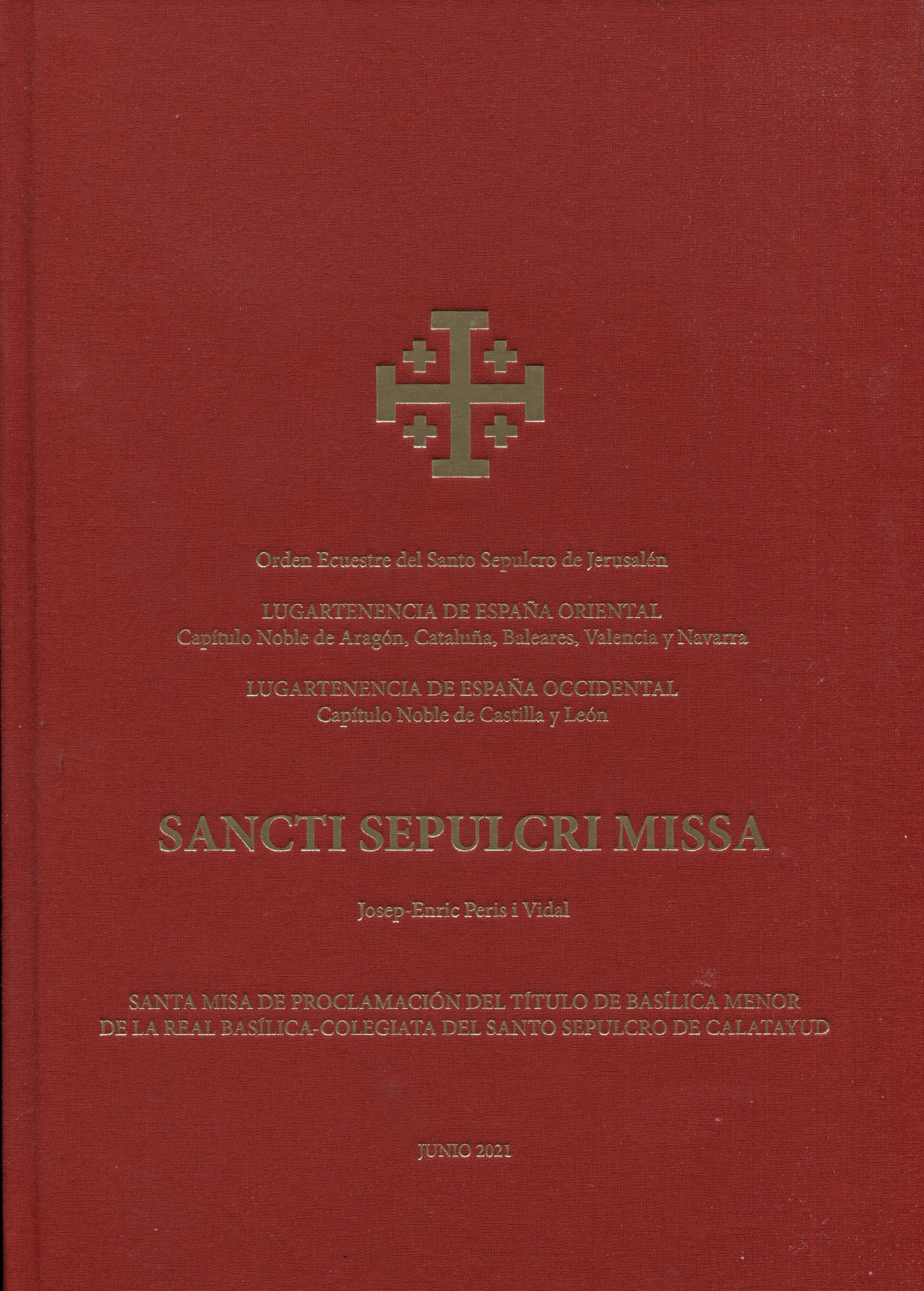
Portada de la partitura de la Sancti Sepulcri Missa, de Josep-Enric Peris i Vidal, composta per a la consagració de la col·legiata de Calataiud com a basílica menor, per encàrrec de l'Orde del Sant Sepulcre de Jerusalem.

El 12 de juny de 2021 estrenà la Sancti Sepulcri Missa durant la cerimònia de proclamació de la col·legiata de Calataiud com a basílica menor. L'obra, composta especialment per a aquella ocasió, li fou encarregada pels Lloctinents d'Espanya de l'Orde Eqüestre del Sant Sepulcre de Jerusalem.
Posteriorment, ha compost un Te Deum per al Papa Francesc, que li fou agraït des del Vaticà, i té un encàrrec del príncep Víctor Manuel de Savoia.